# Байбеки
 Байбеки  — опустевшая деревня в Кильмезском районе Кировской области в составе Рыбно-Ватажского сельского поселения.

## География
Расположена на расстоянии примерно 31 км по прямой на север-северо-запад от райцентра поселка Кильмезь.

## История
Была известна с 1873 года как починок Петров, дворов 19 и жителей 134, в 1905 (деревня Байбеково или Петрово) 40 и 156, в 1926 59 и 292, в 1950 62 и 179. Современное название утвердилось с 1939 года.

## Население
Постоянное население составляло 27 человека (русские 89%) в 2002 году, 0 в 2010.